# Governatore generale delle Tuvalu

Stendardo del Governatore generale

Il governatore generale delle Tuvalu è il rappresentante della monarchia britannica a Tuvalu dall'indipendenza della colonia il 1º ottobre 1978. Dal 2021 il governatore generale è Tofiga Vaevalu Falani.

## Funzioni
Il Governatore generale delle Tuvalu rappresenta in sua vece in qualità di Capo dello Stato insulare nella persona del Re d’Inghilterra e del Commonwealth che lo sostituisce.
Il re del Commonwealth britannico è Carlo III.

## Elenco
| # | Nome                       | Ritratto          | Mandato inizio   | Mandato fine     | Primo ministro |
| - | -------------------------- | ----------------- | ---------------- | ---------------- | -------------- |
| 1 | Fiatau Penitala Teo        |                   | 1º ottobre 1978  | 1º marzo 1986    | Toaripi Lauti  |
| 1 | Fiatau Penitala Teo        | Tomasi Puapua     | 1º ottobre 1978  | 1º marzo 1986    |                |
| 2 | Tupua Leupena              |                   | 1º marzo 1986    | 1º ottobre 1990  |                |
| 2 | Tupua Leupena              | Bikenibeu Paeniu  | 1º marzo 1986    | 1º ottobre 1990  |                |
| 3 | Toaripi Lauti              |                   | 1º ottobre 1990  | 1º dicembre 1993 |                |
| 4 | Tomu Sione                 |                   | 1º dicembre 1993 | 21 giugno 1994   |                |
| 4 | Tomu Sione                 | Kamuta Latasi     | 1º dicembre 1993 | 21 giugno 1994   |                |
| 5 | Tulaga Manuella            |                   | 21 giugno 1994   | 26 giugno 1998   |                |
| 5 | Tulaga Manuella            | Bikenibeu Paeniu  | 21 giugno 1994   | 26 giugno 1998   |                |
| 6 | Tomasi Puapua              |                   | 26 giugno 1998   | 9 settembre 2003 |                |
| 6 | Tomasi Puapua              | Ionatana Ionatana | 26 giugno 1998   | 9 settembre 2003 |                |
| 6 | Tomasi Puapua              | Lagitupu Tulimu   | 26 giugno 1998   | 9 settembre 2003 |                |
| 6 | Tomasi Puapua              | Faimalaga Luka    | 26 giugno 1998   | 9 settembre 2003 |                |
| 6 | Tomasi Puapua              | Koloa Talake      | 26 giugno 1998   | 9 settembre 2003 |                |
| 6 | Tomasi Puapua              | Saufatu Sopoanga  | 26 giugno 1998   | 9 settembre 2003 |                |
| 7 | Faimalaga Luka             |                   | 9 settembre 2003 | 15 aprile 2005   |                |
| 7 | Faimalaga Luka             | Maatia Toafa      | 9 settembre 2003 | 15 aprile 2005   |                |
| 8 | Filoimea Telito            |                   | 15 aprile 2005   | 19 marzo 2010    |                |
| 8 | Filoimea Telito            | Apisai Ielemia    | 15 aprile 2005   | 19 marzo 2010    |                |
| - | Kamuta Latasi (ad interim) |                   | 19 marzo 2010    | 16 aprile 2010   |                |
| 9 | Iakoba Italeli             |                   | 16 aprile 2010   | 22 agosto 2019   |                |
| 9 | Iakoba Italeli             | Maatia Toafa      | 16 aprile 2010   | 22 agosto 2019   |                |
| 9 | Iakoba Italeli             | Willy Telavi      | 16 aprile 2010   | 22 agosto 2019   |                |
| 9 | Iakoba Italeli             | Enele Sopoaga     | 16 aprile 2010   | 22 agosto 2019   |                |
| 9 | Iakoba Italeli             | Kausea Natano     | 16 aprile 2010   | 22 agosto 2019   |                |
| - | Teniku Talesi (ad interim) |                   | 22 agosto 2019   | gennaio 2021     |                |